# 拉罗谢尔 (上索恩省)
拉罗谢尔（法語：La Rochelle，法語發音：[la ʁɔʃɛl] ⓘ）是法国上索恩省的一个市镇，属于沃苏勒区。

## 地理
拉罗谢尔（47°44'47"N, 5°43'56"E）面积4.23 平方千米，位于法国勃艮第-弗朗什-孔泰大區上索恩省，该省份为法国东部内陆省份，北起顺时针与孚日省、贝尔福地区省、杜省、汝拉省、科多尔省和上马恩省接壤。
与拉罗谢尔接壤的市镇（或旧市镇、城区）包括：绍维雷勒沙泰勒、普雷西尼、桑特雷、莫莱、拉卡尔特。

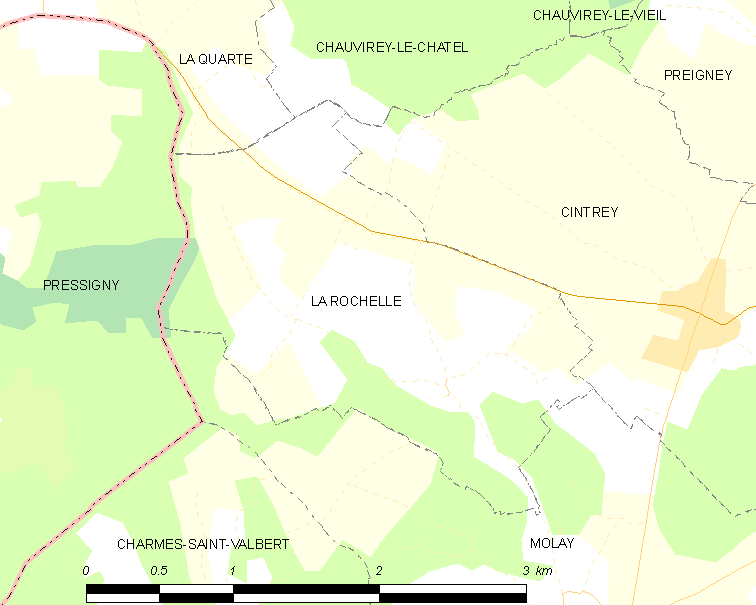
的OSM定位图

拉罗谢尔的时区为UTC+01:00、UTC+02:00（夏令时）。

## 行政
拉罗谢尔的邮政编码为70120，INSEE市镇编码为70450。

## 政治
拉罗谢尔所属的省级选区为瑞塞县。

## 人口

1962-2008年间人口变化图示

拉罗谢尔于2022年1月1日时的人口数量为45人。